# Lost in the Soudan
Lost in the Soudan è un cortometraggio muto del 1910 diretto da Otis Turner che ha come interpreti Tom Mix, William V. Mong (anche autore della sceneggiatura) e John Carlyle.

## Produzione
Il film fu prodotto dalla Selig Polyscope Company.

## Distribuzione
Distribuito dalla General Film Company, il film - un cortometraggio in una bobina - uscì nelle sale cinematografiche statunitensi l'11 agosto 1910.